# 主人-奴隸道德說
主人－奴隸道德說（德語：Herren- und Sklavenmoral）是德國哲學家尼采提出的哲學概念，最先出現在《善惡的彼岸》，後在《道德譜系學》一書中得到最大的發揮。尼采認為，最基本的道德形態有兩種——「主人道德」和「奴隸道德」。主人道德把行為放進「好」與「壞」的標準之中；奴隸道德即是把行為放進「善」與「邪惡」的標準中。主人道德的主要特徵是：自我肯定、自豪、主動。奴隸道德則是：自我否定、謙卑、被動、憐憫。一個人是被哪種道德主宰不是由他的身分地位決定的，而是由他的行為中蘊含的心態。一個大獨裁者也可能屬於奴隸道德控制，因為他的所作所為可能是由怨恨與報復心所推動。尼采較為欣賞主人道德，但他也認為奴隸道德中具有的精神力是值得學習的。
主人道德的本質是高貴。主人道德中經常受到重視的其他品質有：思想開闊，勇敢，誠實，守信以及對自己的自我價值有準確的認識。主人道德始於「高貴的人」，自帶對「好」的判斷；然後不是「好」的想法就是「壞」的。「高貴的人根據主人道德來決定價值；它不需要批准；它會判斷：「對我有害的東西本質就是有害的」；主人道德知道它是首先賦予事物榮譽的東西；主人道德產生價值。」在主人道德中，個人對「好」的判斷是根據是否有助於他以及追求對自己定義的個人卓越。:loc 1134, loc 1545
而尼采筆下的「道德」也跟它的普遍解釋有所不同。基礎道德對尼采而言，既吸收又描述了一個完整的世界觀；它在最根本的形態下形成了一種獨特的文化。意思是，它的語言，規則和慣例，它的論述和建制——所有令西方文化成為這樣子的形而上的結構——都是由這兩種道德之間的掙扎所形成的。